# Non classificato
Non classificato è un album raccolta dei Franti, pubblicato dalla Blu Bus Records nel 1987.

## Il disco
La compilation raccoglie praticamente tutta la discografia del gruppo musicale torinese. La ristampa viene curata da Marco Pandin (ed. stella*nera) dal 1999: ai due cd della precedente versione ne viene aggiunto un terzo intitolato "Il lungo addio", contenente alcune canzoni risalenti all'ultimo periodo di attività del gruppo e rimaste fino ad allora assolutamente inedite. Nel 2015 la ristampa di "Non classificato" cambia formato: i tre cd sono raccolti all'interno di un libro di 60 pagine con i testi e le note tecniche per ciascun pezzo, scritti vari e la trascrizione di due interviste del 1985 (originariamente pubblicate da Rockerilla e da Snowdonia). Quest'ultima ristampa è pubblicata da stella*nera in collaborazione con Dethector e ed. Bruno Alpini. Altre registrazioni dei Franti sono state pubblicate nella raccolta "Estamos en todas partes" (ed. stella*nera, 2006).

## Tracce
Lato A
1. No Future – 6:21 (Franti) – Tratto da Luna nera
2. Preachin' Blues – 2:55 (Robert Johnson, arrangiamenti Franti) – Tratto da Luna nera
3. Io nella notte – 4:15 (Franti) – Tratto da Luna nera
4. Only a New Film – 3:24 (Franti) – Tratto da Luna nera
5. Le loro voci – 6:26 (Franti) – Tratto da Luna nera

Lato B
1. Chiara realizzazione di Ryonen – 2:04 (Franti) – Tratto da Luna nera
2. Joey – 3:44 (Testi di B. Bettelhein, musica e arrangiamenti: Franti) – Tratto da Luna nera
3. Lasciateci sentire ora – 2:25 (Franti) – Tratto da Luna nera
4. Vento rosso – 8:09 (Franti) – Tratto da Luna nera
5. Solidi (brano strumentale) – 2:16 (Franti) – Tratto da Luna nera
6. The Week Song – 0:36 (Franti) – Tratto da Luna nera

Lato C
1. 1984/The Gates of Eden – 5:05 (Bob Dylan, arrangiamenti: Franti) – Tratto da Contrazione/Franti
2. Questa è l'ora – 2:39 (Franti) – Tratto da Contrazione/Franti
3. Quesiti da sciogliere – 4:01 (Franti) – Tratto da Contrazione/Franti
4. Voghera – 2:46 (Franti) – Tratto da Contrazione/Franti
5. Prete, croce, sedia, morte – 3:36 (Franti) – Tratto da Contrazione/Franti
6. Io nella notte (live) – 3:55 (Franti) – Tratto da Contrazione/Franti

Lato D
1. Gloria (live) – 7:11 – Tratto da Contrazione/Franti
2. Dopo ci penso (live) – 3:14 (Franti) – Tratto da Contrazione/Franti
3. Vanni's Variations – 2:28 (Vanni Picciuolo) – Tratto da Contrazione/Franti
4. Solidi – 2:29 (Franti) – Tratto da Contrazione/Franti
5. La mia casa – 5:20 (Franti) – Tratto da Contrazione/Franti

Lato E
1. Il battito del cuore – 5:29 (Testo di Linton Kwesi Johnson, arrangiamenti: Franti) – Tratto da Il giardino delle quindici pietre
2. Acqua di luna – 5:31 (Franti) – Tratto da Il giardino delle quindici pietre
3. L'uomo sul balcone di Beckett – 6:15 (Franti) – Tratto da Il giardino delle quindici pietre
4. Every Time...da Attica – 4:53 (Franti) – Tratto da Il giardino delle quindici pietre

Lato F
1. Every Time...a Soweto – 2:30 (Franti) – Tratto da Il giardino delle quindici pietre
2. Ai "Negazione" – 0:18 (Franti) – Tratto da Il giardino delle quindici pietre
3. Hollywood Army/Big Black Mother – 6:47 – Tratto da Il giardino delle quindici pietre
4. Micrò Micrò...per Demetrio – 3:30 (Franti) – Tratto da Il giardino delle quindici pietre
5. Elena 5 e 9 – 2:20 (Franti) – Tratto da Il giardino delle quindici pietre
6. Nel giorno secolo – 3:11 (Testo di Mario Boi, musica e arrangiamenti: Franti) – Tratto da Il giardino delle quindici pietre
7. À suivre – 2:10 (Franti) – Tratto da Il giardino delle quindici pietre

Lato G
1. Nel salto dell'ascia sul legno 1 e 2 – 2:05 (Vanni Picciuolo) – Tratto da Nel salto dell'ascia sul legno
2. Nel salto dell'ascia sul legno 3 – 2:09 (Vanni Picciuolo) – Tratto da Nel salto dell'ascia sul legno
3. Nel salto dell'ascia sul legno 4 – 1:28 (Vanni Picciuolo) – Tratto da Nel salto dell'ascia sul legno
4. Nel salto dell'ascia sul legno 5 – 2:44 (Vanni Picciuolo) – Tratto da Nel salto dell'ascia sul legno

Lato H
1. Nel salto dell'ascia sul legno 6 – 1:45 (Vanni Picciuolo) – Tratto da Nel salto dell'ascia sul legno
2. Nel salto dell'ascia sul legno 7 – 2:06 (Vanni Picciuolo) – Tratto da Nel salto dell'ascia sul legno
3. Nel salto dell'ascia sul legno 8 – 2:58 (Vanni Picciuolo) – Tratto da Nel salto dell'ascia sul legno
4. Nel salto dell'ascia sul legno 9 – 2:07 (Vanni Picciuolo[2]) – Tratto da Nel salto dell'ascia sul legno

Edizione doppio CD del 1992, pubblicato dalla Blu Bus Records BB 19
CD 1
1. No Future – 6:21 (Franti)
2. Preachin' Blues – 2:55 (Robert Johnson, arrangiamenti: Franti)
3. Io nella notte – 4:15 (Franti)
4. Only a New Film – 3:24 (Franti)
5. Le loro voci – 6:26 (Franti)
6. Chiara realizzazione di Ryonen – 2:04 (Franti)
7. Joey – 3:44 (Testo di B. Bettelheim, musica e arrangiamento: Franti)
8. Lasciateci sentire ora – 2:25 (Franti)
9. Vento rosso – 8:09 (Franti)
10. Solidi – 2:16 (Franti)
11. The Week Song – 0:36 (Franti)
12. 1984/Gates of Eden – 5:05 (Bob Dylan, arrangiamento: Franti)
13. Questa è l'ora – 2:39 (Franti)
14. Quesiti da sciogliere – 4:01 (Franti)
15. Voghera – 2:46 (Franti)
16. Prete, croce, sedia, morte – 3:36 (Franti)
17. Io nella notte (Live) – 3:55 (Franti)
18. Gloria (Live) – 7:11

CD 2
1. Dopo ci penso – 3:14 (Franti)
2. Vanni's Variations – 2:28 (Franti)
3. Solidi – 2:29 (Franti)
4. La mia casa – 5:20 (Franti)
5. Il battito del cuore – 5:29 (Testo di Linton Kwesi Johnson, arrangiamento: Franti)
6. Acqua di luna – 5:31
7. L'uomo sul balcone di Beckett – 6:15 (Franti)
8. Every Time – 7:23 (Franti)
9. (Ai Negazione) – 0:18 (Franti)
10. Hollywood Army/Big Black Mothers – 6:47 (Franti)
11. Micrò micrò – 3:30 (Franti)
12. Elena 5 e 9 – 2:20 (Franti)
13. Nel giorno secolo – 3:11 (Franti)
14. À suivre – 2:10 (Franti)
15. Nel salto dell'ascia sul legno – 17:28 (Franti)

## Musicisti
- Vanni Picciuolo - chitarra
- Stefano Giaccone - sassofono, voce
- Lalli (Marinella Ollino) - voce
- Massimo D'Ambrosio - basso, pianoforte elettrico, cori
- Marco Ciari - batteria
- Renato Striglia - chitarra
- Mara Caberlin - voce
- Sergio Tosato - voce
- Gianpiero Capra - basso
- Massimo - batteria
- Stefano - percussioni
- Ugo Guizzardi - sikus autocostruito
- Paolino Plinio Regis - organo, pianoforte elettrico, pianoforte, cori
- Toni Ciavarra - chitarra
- Pino Acquaviva 'l'ingegnere" tromba
- Livio Mandrile - trombone